# Нелюд, або В раю заборонено полювання
Нелюд, або В раю заборонено полювання (рос. Нелюдь, или В раю запрещена охота) — радянський художній фільм 1990 року, знятий режисером Юрієм Іванчуком.

## Сюжет
Головуючий міськвиконкому Зоя Михайлівна Шерстобитова стає жертвою злочинців, які викрадають її сина-підлітка. За розслідування приймається начальник карного розшуку Плужников, проте свою діяльність він змушений тримати в секреті: викрадачі попередили чоловіка Шерстобитової, що, якщо той звернеться в міліцію, дитина загине…

## У ролях
| Актор              | Роль                        |
| ------------------ | --------------------------- |
| Людмила Гурченко   | Зоя Михайлівна Шерстобитова |
| Борис Невзоров     | Сергій                      |
| Сергій Никоненко   |                             |
| Олександр Михайлов | Олексій Волохов             |
| Сергій Чекан       |                             |
| Олександр Яковлєв  |                             |
| Андрій Гусєв       |                             |
| Катерина Жемчужна  |                             |
| Аркадій Вайнер     |                             |
| Сережа Селіванов   |                             |

## Знімальна група
- Сценаріст : Аркадій Вайнер
- Режисер : Юрій Іванчук
- Оператор : Геннадій Карюк
- Композитор : Мікаел Тарівердієв
- Художник : Віктор Сафронов